# アネ・マリーイ・カール＝ニールセン
アネ・マリーイ・カール＝ニールセン（Anne Marie Carl-Nielsen 旧姓Brodersen、1863年6月21日 - 1945年2月22日）は、デンマークの彫刻家。人に飼われる動物や人を好んで主題とし、その動きや感情を激しく自然主義的に描写した。また北欧神話からも主題を採った。「彫刻家として初めて真剣に扱われた女性のひとり」であり、生涯の大半はデンマークにおける芸術の流行の先端を走り続けた。夫はデンマークの作曲家カール・ニールセンである。名前について、アンネ・マリー・ニールセンの表記もある。

## 若年期
コリング近郊、南ステナロプ（Stenderup）の大規模農園地所であるThygesmindeに生まれた。父のポウル・ユーリウス（Povl Julius）は農地を購入する以前はドイツ連邦竜騎兵隊に所属していた。彼は使用人だったFriderikke Johanne Kirstine Gillingと結婚する。一家は「成功し、大胆な者たち」とされ、イングランドから重要な家畜を直輸入したのも最初期であった。これによってアネ・マリーイは幼い頃から農業や動物に慣れ親しんでいた。
最初の作品は1875年に農園の庭から採取した粘土を用いて制作された小さな羊であった。1881年から1882年には学校に通い彫刻、並びに絵画と応用美術の訓練に励む。また彫刻家のアウゴスト・ソービュー、画家のヤアアン・ローズ、ヘンレク・オルレクの下で研鑽を積んだ。展覧会への出品は1884年にデンマーク王立美術院で開催された展覧会が初めてであった。1887年にノイハウゼン・コンクール（Neuhausen）で一等賞を獲得した『ミズガルズの蛇を率いた雷神』（Thor med Midgaardsormen）はソービューのアトリエで完成された作品だった。
1889年に女子美術学校（Kunstskolen for Kvinder）から奨学金を獲得する。オランダ、ベルギー、そしてパリを旅したアネ・マリーイはパリ万博を訪れて小型の牛の像2つを出品、銅メダルを獲得した。そのうちの1体には700クローネの値が付き、彼女の父は「私が牛で得る収入より多い」と述べた。1890年に芸術アカデミーから旅行奨学金を得ると再びパリを訪問している。
パリにいたこの時、1891年3月2日にデンマークの作曲家であったカール・ニールセンと出会った。強く結ばれた2人は3月20日には結婚を考えるようになり、4月10日にはパーティーを開いて祝賀の運びとなり、デンマークから書類が到着したら正式に結婚することに同意した。デンマーク帰国前にイタリアを旅することを決めていた両名は、5月10日にフィレンツェにあるイングランド国教会系のサンマルク教会（英語版）で結婚、アネ・マリーイは性としてカール＝ニールセンを名乗るようになった。12月9日には娘のイアメリーン・ヨハネ・カール＝ニールセンが誕生している。既に勉強を始めるにあたって両親の反対を退けていた彼女であったが、結婚後も芸術家としてのキャリアを続ける必要があった彼女には自由が必要であり、長期間にわたって家を離れることもあった。

## 評価

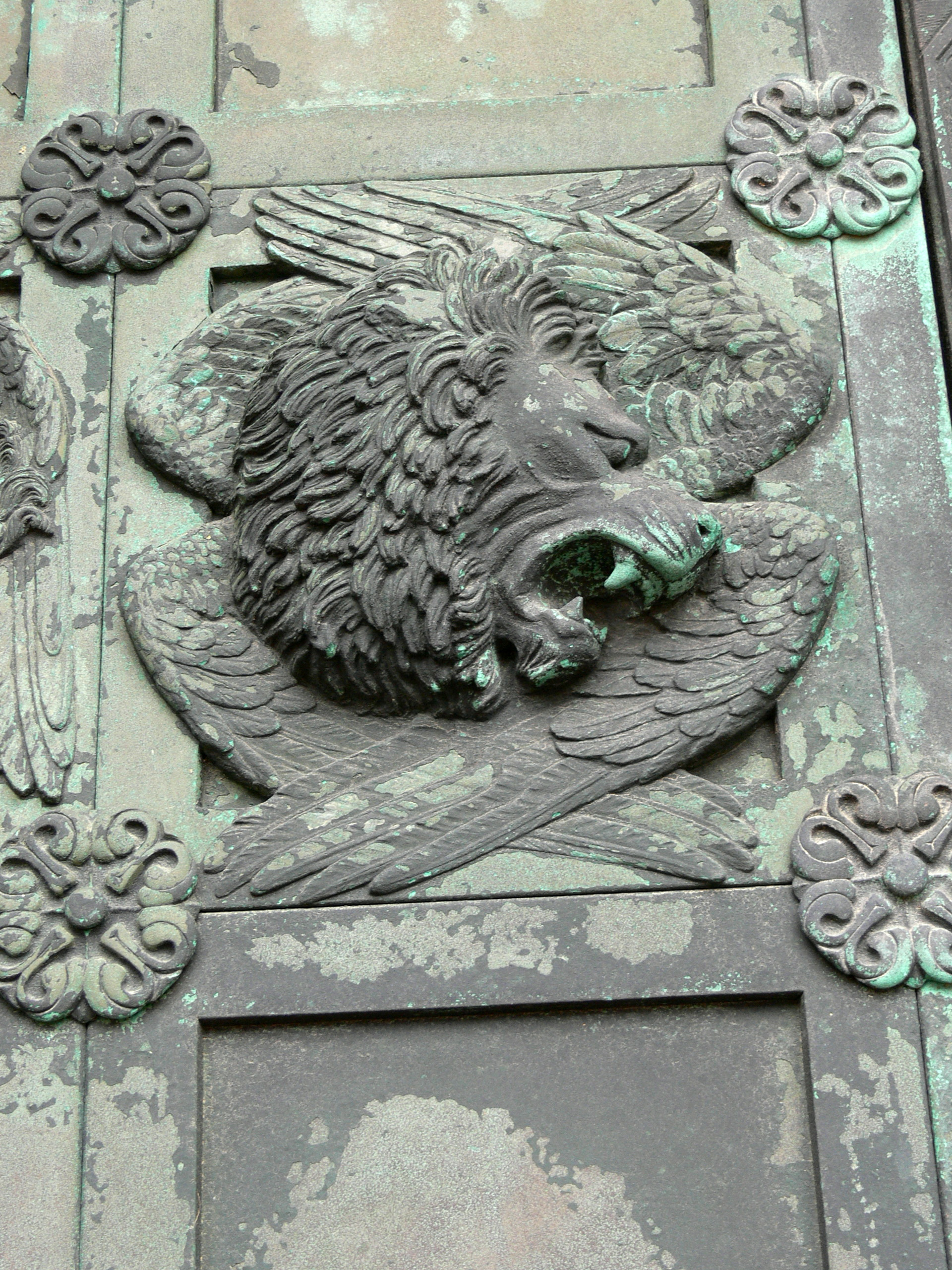
リーベ大聖堂の扉に象られた聖マルコの獅子。

1892年、アネ・マリーイは初めてコペンハーゲンの自由博覧協会（Den Frie Udstilling）へ参加し、1893年に常任の会員となった。1893年のシカゴ万博へは2つの牛の銅像の出品を認められた。次女のアネ・マリーイ、長男ハンス・バアウが1893年3月4日と1895年9月5日にそれぞれ生まれている。1899年9月14日には父が他界した。
1903年にAnckerske助成金（デンマーク語版）を獲得すると、夫を伴ってアテネとイスタンブールへの長期旅行に赴いた。出発前に使用人として雇ったマーアン・ハンスンは「並みならぬ献身具合」で働く人物であり、1946年にこの世を去るまで一家と共に暮らし夫婦の芸術的要請に応えた。アテネでは、アネ・マリーイは古い神殿の破風からPoros Groupを模写している。
1904年にリーベ大聖堂に3つの扉を建造した。同年には母が他界する。1907年、医師ニールス・フィンセンの記念碑のためのコンクールで同率1位となり、ノイハウゼン・コンクールでは『草取りをする女』（En Lugekone）が1等賞を獲得した。またクリスチャンスボー城の王の踏み台の6つのレリーフ用に下絵を制作した。
1908年にはコペンハーゲンにおいてクリスチャン9世の騎馬像建立の委嘱を受けた。アネ・マリーイはこのような名誉な委嘱を受けた初めての女性となる。1912年から1914年にかけては美術総会アカデミー（Kunstakademiets pleanrforsamling）の会員を務めた。1913年にはリーベ城の丘（Ribe Slotsbanke）にボヘミア王女ダグマールのモニュメントを制作した。
1916年に画家のアンナ・アンカーと共同で女性芸術家協会（Kvindelinge Kunstneres Samfund）の設立に手を貸した。さらにキャリアを積むべくアネ・マリーイが家を長期にわたり不在にしたことが、ニールセン家には1896年と同じような重い負担となっていた。2人は1916年に別離のための協議を開始し、1919年に離婚申請が認められたものの1922年には再び共に暮らし始めることになった。
1921年、作品『人魚姫』が完成。国立美術館に買い上げらる。この作品はカール・ニールセンの全集を王立図書館が刊行するにあたって2009年に同図書館の前に設置された。有名なエドヴァルド・エリクセンの作品も含め、人魚姫は男性によって形象されるのが常であったが、この作品は女性の手による。長島要一は、結婚生活の危機の最中に制作されたこの像について「陸と海の二つの世界に引き裂かれ、不安と期待の入り混じった眼を見開いて陸を仰ぎ見る姿に切々とした感情が込められている」と評価した。

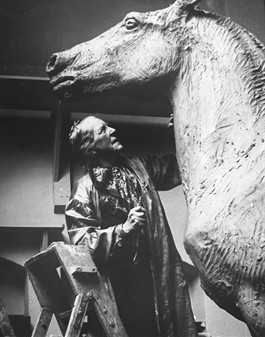
アネ・マリーイとペガサス像。像はコペンハーゲンに建てられたカール・ニールセン・モニュメントの初期案だった。コペンハーゲン、Frederiksholms Kanalのアトリエにて。

『クリスチャン9世の騎馬像』（Rytterstatuen af Christian IX）はクリスチャンスボー城の馬術場（Christiansborg Slots Ridebane）にて1927年11月15日に除幕を迎えた。アネ・マリーイは11月17日にIngenio et Arti金メダルを受賞する。1928年には夫の胸像を制作し、これによって1932年にThorvaldsen Medalを贈られた。彼女は1932年のロサンゼルスオリンピックに芸術競技の選手として出場しており、さらに1936年のベルリンオリンピックにも『北欧の伝説的英雄』という作品を携えて出場している。
1933年、スケーインに騎馬像の台座の一部が『デンマークの漁夫と救済者』（Dansk Fisker og Redningsmand）として建てられた。1935年にアネ・マリーイはAnckerske助成金の委員となる。1942年には『首長』（Høvding）と『女王マルグレーテ1世』（Dronning Margrete I）を制作した。アネ・マリーイの80歳を祝う催しが複数開かれ、彼女はデンマーク彫刻家協会（Dansk Billedhugger）の名誉会員に認められた。
夫のカールは1931年10月3日に永眠した。アネ・マリーイは彼の追憶に2つのモニュメントを完成させた。ひとつはカールの生地ノーレ・リュンデルセに建てられた『木の横笛を吹く牛飼いの少年』、もうひとつはコペンハーゲンにある『翼のないペガサスに跨りパンの笛を吹く男』（カール・ニールセン・モニュメント）である。彼女は「私が像によって表現したかったのは前進する動き、生命の感覚、何物も静かに止まってはいないという事実だったのです」と述べている。アネ・マリーイは1945年2月22日にこの世を去った。葬儀はコペンハーゲンの聖母教会において営まれ、亡骸はヴェストレ墓地に夫と並ぶ形で埋葬された。

## 関連文献
- Lotte Andersen and Amalie Kestler:: Carl og Marie. I kunst og kærlighed. Gyldendal, 2018. 328 pages. Letters between Carl Nielsen and Anne Marie Carl-Nielsen.

### ウェブサイト
- “Anne Marie Carl-Nielsen Chronological Table 1863–1945”. Odense City Museums. 2015年11月25日閲覧。
- “Anne Marie Carl-Nielsen's grave” (デンマーク語). Kendtes Gravsted. 2010年10月6日時点のオリジナルよりアーカイブ。2010年9月19日閲覧。 With photo.
- “Frederiksholms Kanal 26–28 / Vester Voldgade 119a–b–123” (デンマーク語). indenforvoldene.dk. 2014年8月13日時点のオリジナルよりアーカイブ。2014年8月12日閲覧。
- “Art Competitions at the 1932 Berlin Summer Games: Mixed Sculpturing”. SR/Olympics. 2016年3月8日時点のオリジナルよりアーカイブ。2010年2月2日閲覧。
- “Art Competitions at the 1936 Berlin Summer Games: Mixed Sculpturing”. SR/Olympics. 2016年3月6日時点のオリジナルよりアーカイブ。2010年2月2日閲覧。
- “Denmark” (デンマーク語). World Orders and Medals.   ordersandmedals.net. 2010年9月5日閲覧。 Provides details including pictures of obverse and reverse with ribbon of Ingenio et Arti medal awarded to  Anne Marie Carl-Nielsen in 1927. Self-published. Navigation in English.
- “デンマーク語固有名詞 カナ表記小辞典” (PDF). 大阪大学 世界言語研究センター デンマーク語・スウェーデン語研究室 (2009年). 2020年2月2日閲覧。

### 書籍
- Bonde, Hans (2011). "Vitalist Sport". In Hvidberg-Hansen, Gertrud; Oelsner, Gertrud (eds.). The Spirit of Vitalism: Health, Beauty and Strength in Danish Art, 1890-1940. Museum Tusculanum Press. pp. 88–105. ISBN 978-87-635-3134-4。
- Jenvold, Birgit, ed (1995) (デンマーク語). Anne Marie Carl-Nielsen. Copenhagen: Museet på Koldinghus. ISBN 87-87152-21-5 Exhibition catalogue, many works illustrated. Summary p. 57 in English.
- Lawson, Jack (1997). Carl Nielsen. London: Phaidon Press. ISBN 0-7148-3507-2
- Mogensen, Mogens Rafn (1992a) (ドイツ語). Carl Nielsen: Der dänische Tondichter:  Biographischer Dokumentationsbericht [Carl Nielsen: The Danish Composer: Report on Biographical Documentation]. Arbon, Switzerland: Eurotext (Mogensen). ISBN 3-9520232-7-2 Five volumes. Self-published but thoroughly referenced.
  -   (1992b) (ドイツ語). Jugendzeit bis 1900 [Childhood to 1900]. 1. pp. 1–260. ISBN 3-905564-00-9 In Mogensen 1992a.
- Reynolds, Anne-Marie (2010). Carl Nielsen's Voice: His Songs in Context. Copenhagen: Museum Tusculanum Press. ISBN 978-87-635-2598-5
- Richardson, Rufus Byam (1911). A History of Greek Sculpture. New York: American Book Company. LCCN 11-10319
- Schousboe, Torben, ed (1983) (デンマーク語). Dagbøger og brevveksling med Anne Marie Carl-Nielsen [Diaries and exchange of letters with Anne Marie Carl-Nielsen]. Selected in collaboration with Irmelin Eggert Møller (née Carl-Nielsen). Copenhagen: Gyldendal. ISBN 87-00-03901-2 Two volumes.
- Telmányi, Anne Marie (1979) (デンマーク語). Anne Marie Carl-Nielsen. Copenhagen: Gyldendal. ISBN 87-01-84801-1
- 長島要一『デンマーク文化読本 日本との文化交流史から読み解く』丸善出版、2019年10月20日。ISBN 978-4-621-30559-1。